# NFC West
NFC West - Dywizja Zachodnia konferencji NFC ligi futbolu amerykańskiego, NFL.
Dywizja Zachodnia składa się obecnie z czterech zespołów: Arizona Cardinals, Los Angeles Rams, San Francisco 49ers i Seattle Seahawks.
Gdy powstała po połączeniu lig w roku 1970, w jej skład weszły cztery drużyny: Atlanta Falcons, Los Angeles Rams, New Orleans Saints i San Francisco 49ers. W roku 1976 do NFL dołączyli Seattle Seahawks i spędzili tu swój pierwszy rok w lidze zanim przeszli do Dywizji Zachodniej AFC. W roku 1995 do dywizji przydzielono debiutujący zespół Carolina Panthers, zaś Rams przenieśli się do Saint Louis, pozostając w dywizji.
Rok 2002, poza rozszerzeniem ligi, przyniósł kompletną reorganizację Dywizji Zachodniej: Falcons, Panthers i Saints przeniesiono do Dywizji Południowej, a Cardinals i Seahawks dołączyły do dywizji. Rams pozostali na zachodzie, podtrzymując historyczną rywalizację z 49ers, rozpoczętą w dawnym NFL, w sezonie 1950.